# Studio Olafur Eliasson
Studio Olafur Eliasson est un studio créé en 1995 à Berlin par l'artiste danois Olafur Eliasson. Le Studio se compose de plus de 90 architectes, artisans techniciens spécialisés, historiens d'art et archivistes. 
En étroite collaboration avec l'artiste-fondateur, l'équipe du Studio travaille sur les expériences dans le design, et produit des œuvres, des expositions et des projets architecturaux. L'équipe s'attache aussi à communiquer et contextualiser le travail d'Olafur Eliasson,,.

## Collaborateurs (sélection)
- Sebastian Behmann : head of design
- Taylor Dover : co-director of encounters
- Caroline Eggel : co-director of encounters
- Christina Werner : co-director of encounters
- Anna Engberg-Pedersen : head of research & advocacy
- Myriam Thomas : head of development & production
- Anja Gerstmann : head of finance
- Andreas Meyer : development & production
- Marie-Charlotte Nouza : development & production